# 萊姆斯通 (紐約州)
萊姆斯通（英語：Limestone）是位於美國紐約州卡特羅格斯縣的普查規定居民點。

## 人口
根據2020年美國人口普查的數據，萊姆斯通的面積為4.40平方千米，當中陸地面積為4.37平方千米，而水域面積為0.03平方千米。當地共有人口358人，而人口密度為每平方千米81.36人。